# 682. pehotni polk (Wehrmacht)
Za druge 682. polke glejte 682. polk.
682. pehotni polk (izvirno nemško Infanterie-Regiment 682) je bil eden izmed pehotnih polkov v sestavi redne nemške kopenske vojske med drugo svetovno vojno.

## Zgodovina
Polk je bil ustanovljen 15. novembra 1940 kot polk 14. vala na področju Langenaua iz osebja 331., 332. pehotnega polka in 347. pehotnega polka ter dodeljen 335. pehotni diviziji.
15. oktobra 1942 je bil polk preimenovan v 682. grenadirski polk.